# Perla
Perla är ett släkte av bäcksländor. Perla ingår i familjen jättebäcksländor.

## Bildgalleri

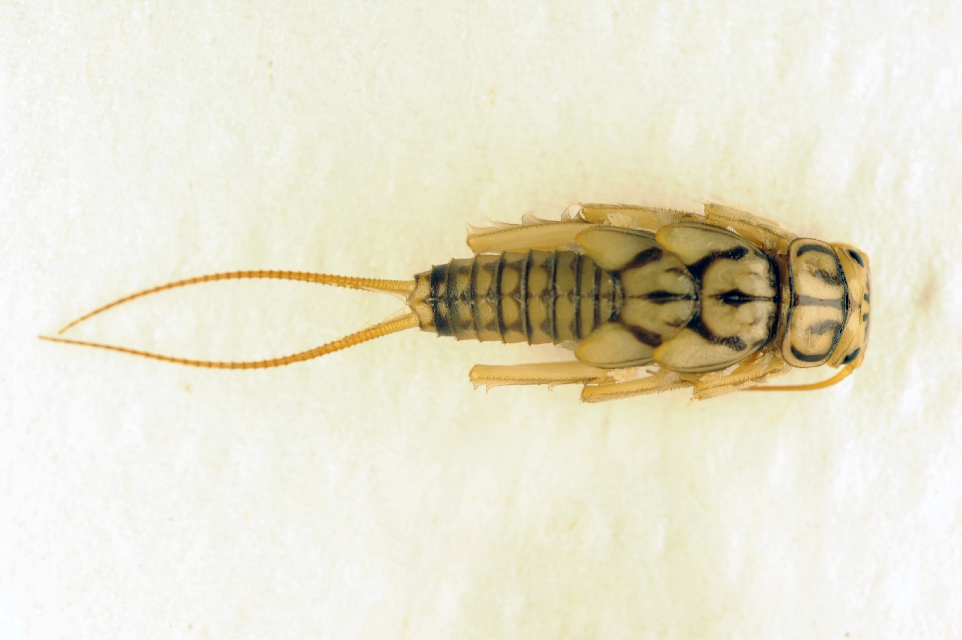
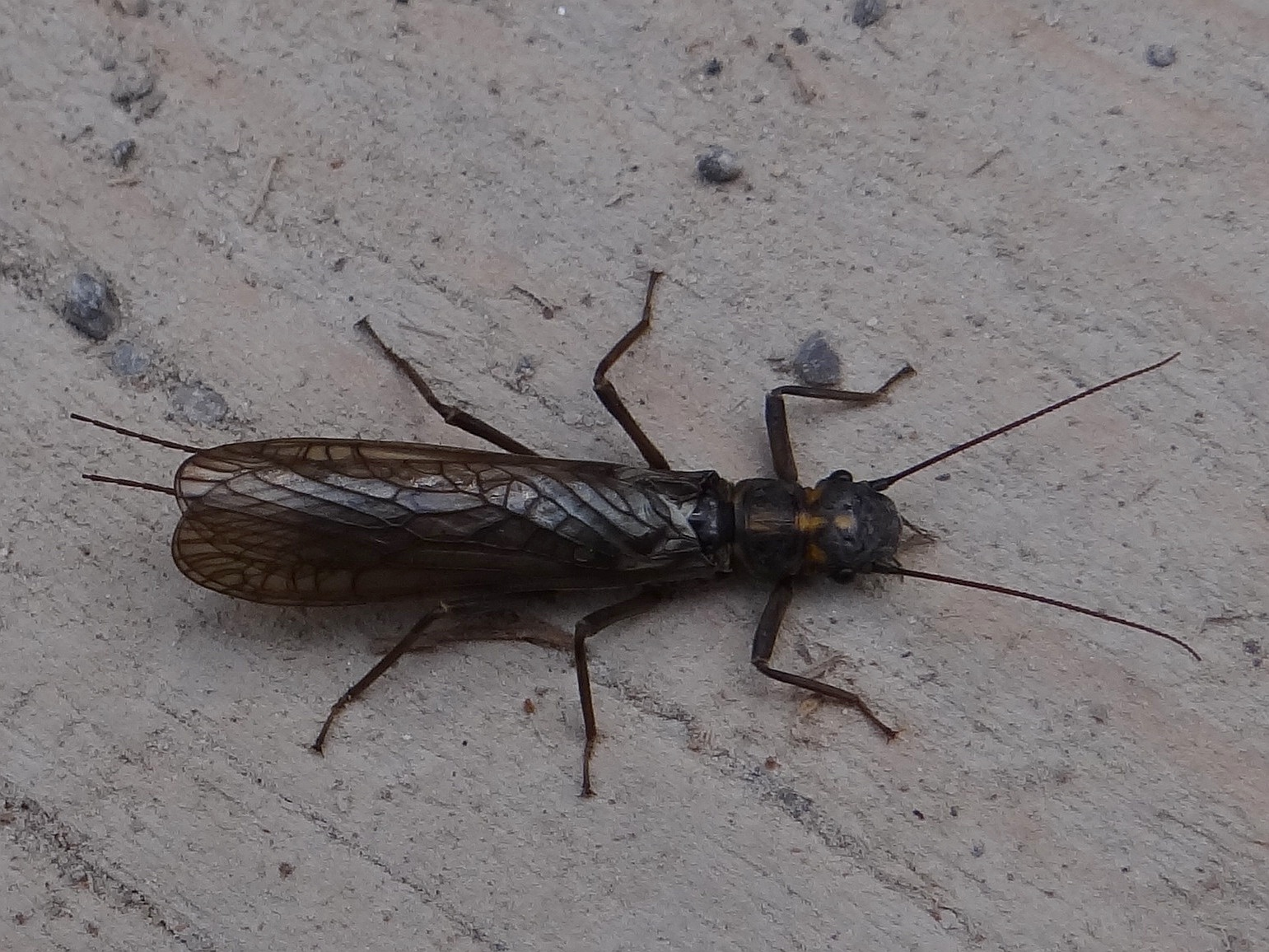
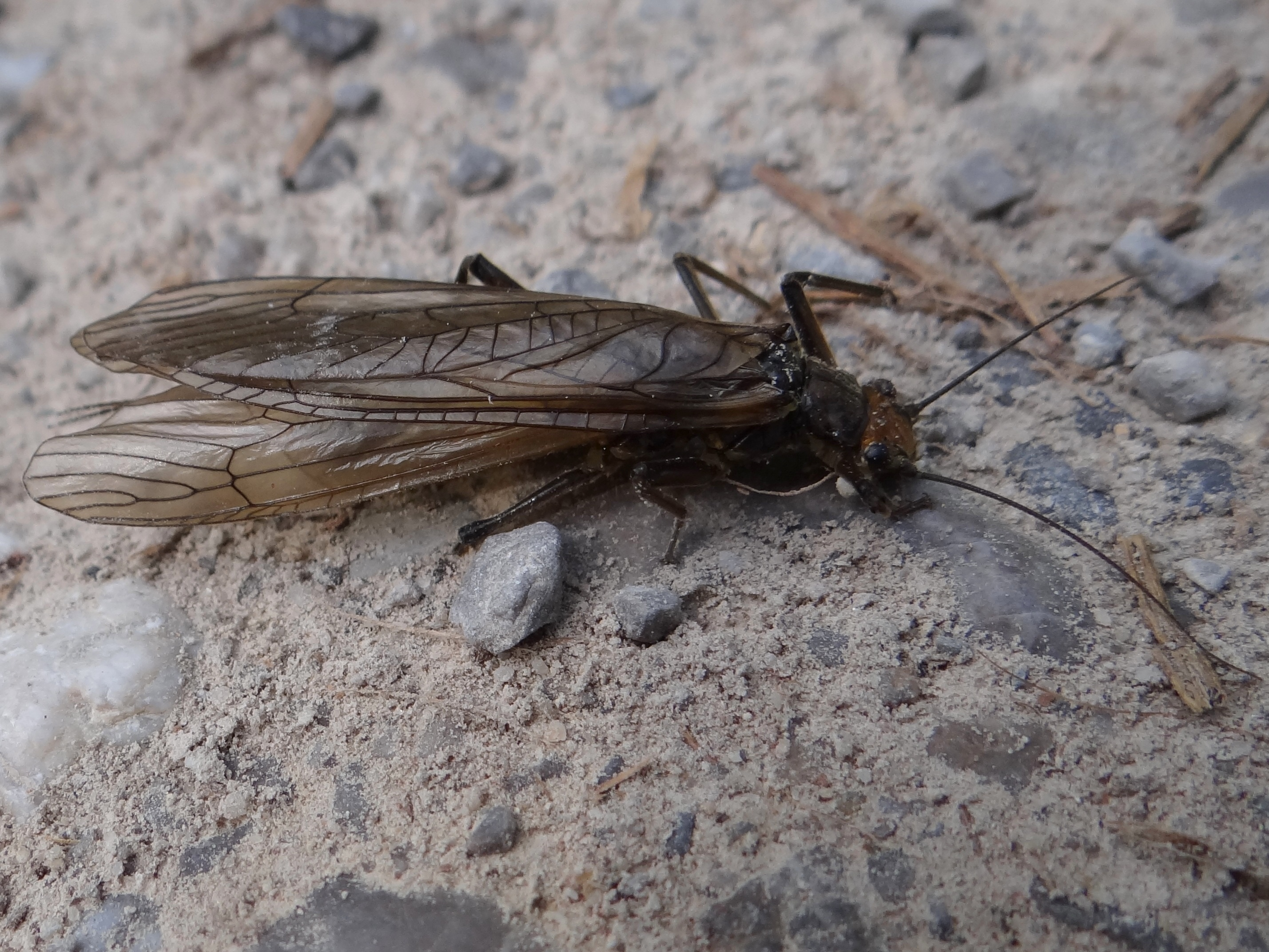
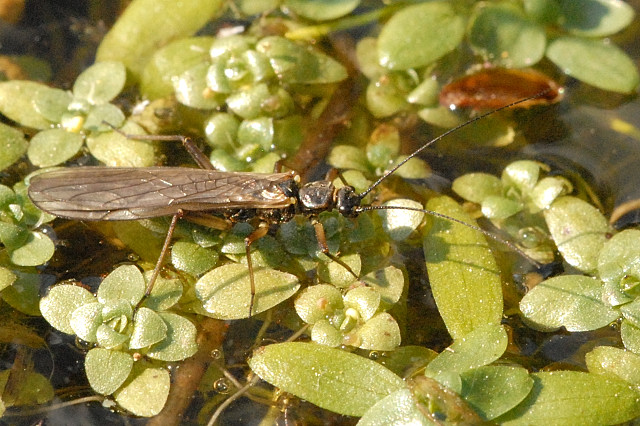

## Dottertaxa tillPerla, i alfabetisk ordning[1]
- Perla abdominalis
- Perla aegyptiaca
- Perla bipunctata
- Perla blanchardi
- Perla burmeisteriana
- Perla carantana
- Perla carletoni
- Perla caucasica
- Perla caudata
- Perla comstocki
- Perla coulonii
- Perla cymbele
- Perla duvaucelii
- Perla grandis
- Perla horvati
- Perla illiesi
- Perla ione
- Perla kiritschenkoi
- Perla liui
- Perla madritensis
- Perla marginata
- Perla melanophthalma
- Perla mexicana
- Perla minor
- Perla nirvana
- Perla orientalis
- Perla pallida
- Perla shestoperowi
- Perla xenocia
- Perla zwicki